# Caroline Holmyard
Caroline Holmyard (Bristol, 17 december 1961), is een Britse synchroonzwemmster met drie Europese titels.
Tijdens de Europese kampioenschappen synchroonzwemmen 1981 won Holmyard goud in zowel het solo-, duet- en het teamonderdeel. Tijdens de Europese kampioenschappen synchroonzwemmen 1983 won ze nog een keer goud met het team.
Holmyard nam deel aan de Olympische Zomerspelen 1984, zowel solo als in duet. Ze eindigde als zesde in het solo-onderdeel en als vierde in het duet, samen met Carolyn Wilson.
Daarna werd ze coach en personal trainer, en gaf ze sportcommentaar voor de BBC. In 2001 raakte ze betrokken bij de traching en het onderwijsleiderschap op middelbare scholen in Bristol en recentelijk is ze directeur geworden bij Habit UK en Habit Australia.